# 羅冰川
羅冰川（英語：Roe Glacier），是南極洲的冰川，位於古爾德海岸，全長18公里，流經塔普利山脈，最終在達拉姆山以南注入斯科特冰川，美國地質調查局根據測量和該國海軍的空中照片繪入地圖，現時由南極條約體系管理。